# Tropidion citrinum
Tropidion citrinum là một loài bọ cánh cứng trong họ Cerambycidae.